# Ja Rule
Ja Rule (/dʒɑː/), pseudonimo di Jeffrey Bruce Atkins (New York, 29 febbraio 1976), è un rapper e attore statunitense.
Nato e cresciuto nel quartiere di Queens, a New York, debutta nel 1999 con il singolo "Holla Holla", tratto dal suo disco d'esordio Venni Vetti Vecci. L'artista riscuote gran successo sino alla metà degli anni duemila, con diversi singoli che raggiungono la top 20 della Billboard Hot 100 quali Between Me and You con Christina Milian, I'm Real (Murder Remix) e Ain't It Funny con Jennifer Lopez, Always on Time e Mesmerize con Ashanti e Wonderful con R. Kelly e Ashanti. Durante tale decennio Ja Rule è sotto contratto con la The Inc. Records, precedentemente nota come Murder Inc. e gestita da Irv Gotti. Grazie ai suoi successi ottiene quattro candidature ai Grammy Awards, mentre due suoi dischi, Rule 3:36 (2000) e Pain Is Love (2001), raggiungono la vetta della classifica Billboard 200.
Nella seconda metà degli anni duemila l'artista vede diminuire il proprio successo, per via del declino della The Inc. Records, numerose vicende giudiziarie ed in parte rivalità fortemente pubblicizzate con altri celebri rapper come 50 Cent ed Eminem. Dopo essere rimasto coinvolto in una serie di vicende giudiziarie che lo portano anche all'arresto nei primi anni duemiladieci, il rapper pubblica l'album Pain Is Love 2 (2012), riscuotendo però uno scarso successo a livello di vendite.

## Biografia
Jeff Atkins cresce nel quartiere di Queens, a New York. Scrive rime dai sedici anni e prende il nome d'arte dalle iniziali del suo nome. La sua prima apparizione avviene nel 1995 all'interno di Time To Build, B-side del singolo Masta I.C. di Mic Geronimo.
Il produttore del Queens Irv Gotti ascolta la traccia e si interessa al talento di Ja Rule, impegnato al momento con due amici nel gruppo The Cash Money Click. Tutta la crew stipula un contratto discografico con la Blunt/TVT Records. Sempre nel 1995 esce il loro singolo Get The Fortune, accompagnato da For My Click, che entra in rotazione nel palinsesto della radio newyorkese Hot 97.
Dopo il successo iniziale Ja, sotto l'ala protettiva di Gotti, ha un colloquio con Lyor Cohen, presidente della Def Jam Records. Quest'ultimo, rimasto colpito dall'intraprendenza e dal fiuto affaristico di Irv, lo assume come dirigente, ed il suo primo incarico è di scritturare Ja Rule sotto l'etichetta. Il progetto di debutto rel rapper del Queens è un saluto e riconoscimento verso la strada, come si intuisce da brani introspettivi come Only Begotten Son, Daddy's Little Baby e Race Against Time. L'LP, dal Titolo Veni Vidi Vici, esce nel 1999 e ne vengono estratti i singoli Holla Holla, It's Murda e World's Most Dangerous, che diventano degli apprezzati street anthems.
Il progetto seguente è una compilation prodotta da Gotti: Irv Gotti Presents: The Murderers. Ja Rule fa la sua comparsa all'interno di una famiglia chiamata Murder Inc. che con il passare del tempo avrebbe compreso, oltre a lui e Irv, anche i rappers Black Child e Cadillac Tah e la cantante R&B Ashanti. Ja Rule recita anche in Turn It Up, film di Robert Adetuyi.
Il suo secondo album, registrato a Los Angeles, esce sotto il nome di Rule 3:36 arrivando al top delle classifiche nell'ottobre del 2000. L'anno seguente è la volta di Pain Is Love, che nel febbraio del 2002 arriva al numero uno delle classifiche grazie ai singoli Always On Time con Ashanti, Ain't It Funny con Jennifer Lopez, Livin' It Up con Case e I'm Real, sempre con J.Lo.
Dopo l'uscita del singolo Mesmerize con Ashanti, nel 2002 Ja Rule pubblica The Last Temptation. In questo periodo Ja Rule è in cattivi rapporti con DMX (a cui è spesso accomunato a causa della sua voce baritonale che si rifà a Black Ice, uno dei pilastri della old school), 50 Cent e la Shady Records. Contro di lui escono i brani I Smell Pussy di 50 Cent, Go To Sleep di Eminem, Obie Trice e DMX, Do Rae Me di Eminem con i D12. Alcune dicerie lo ritengono addirittura il mandante dell'attentato che ha reso celebre 50 Cent come Il rapper dalle 9 pallottole. La faida viene persa da Rule ,che nel 2004 è nei negozi con R.U.L.E., preceduto dal singolo Wonderful, che finisce nella top 10 dell'r&b grazie alla collaborazione con R. Kelly e Ashanti. Il secondo singolo è New York, New York, con Fat Joe e Jadakiss.

## Filmografia

### Cinema
- Nigga Whut?! (2000)
- Da Hip Hop Witch, regia di Dale Resteghini (2000)
- Crime Partners 2000 (2001)
- Fast and Furious (The Fast and the Furious), regia di Rob Cohen (2001)
- Turn It Up, regia di Robert Adetuyi (2001)
- Half Past Dead, regia di Don Michael Paul (2002)
- Infiltrato speciale (Half Past Dead), regia di Don Michael Paul (2002)
- Scary Movie 3 - Una risata vi seppellirà (Scary Movie 3), regia di David Zucker (2003)
- Back In The Day, regia di James Hunter (2004)
- The Cookout (2004)
- Assault on Precinct 13, regia di Jean-François Richet (2005)
- La prigione maledetta (Furnace), regia di William Butler (2007)
- Co2 (2009)
- Wrong Side of Town, regia di David DeFalco (2010)
- Le sorelle perfette (Sisters), regia di Jason Moore (2015)

### Televisione
- Inked (2005)
- South Beach (2006)

## Discografia
- Venni Vetti Vecci (1999)
- Rule 3:36 (2000)
- Pain Is Love (2001)
- The Last Temptation (2002)
- Blood in My Eye (2003)
- R.U.L.E. (2004)
- Exodus Greatest Hits (2005)
- The Mirror (2009)
- Pain Is Love 2 (2012)